# Ludwig Kraus (Rennfahrer)
Ludwig „Wiggerl“ Kraus (* 12. März 1907; † 3. November 1987) war ein deutscher Motorradrennfahrer.

## Karriere
Kraus ging im Alter von 14 Jahren zu BMW in die Mechaniker-Lehre. 1929 kam er im Seitenwagen-„Boot“ von Alois Sitzberger auf der Solitude bei Stuttgart zu seinem ersten Sieg. 1930 probierte er es selbst auf der Sandbahn in Daglfing und 1933 fuhr er sein erstes Bergrennen am Kesselberg. 1933, 1934 und 1935 gewann Kraus als Mitglied der Nationalmannschaft dreimal die „Internationale Sechstagefahrt“. Ab 1936 war Kraus BMW-Werksfahrer für den Straßenrennsport und wurde 1939 u. a. mit einem Sieg auf dem Nürburgring Deutscher Meister in der Solo-Klasse bis 500 cm³. 1938 und 1939 gewann er den Großen Preis von Bukarest.
Nach dem Krieg war Kraus zunächst als Privatfahrer, sowohl solo, als auch mit Seitenwagen unterwegs. Sein Partner im „Boot“ war stets Bernhard Huser (1930–2003). Ab 1950 wurden Kraus/Huser wieder als offizielle BMW-Werksfahrer geführt und wurden auf einer 750er BMW Gesamtdeutsche Seitenwagen-Meister in der 1200-cm³-Klasse mit Siegen in Schotten, dem Schleizer Dreieck, auf dem Sachsenring, beim Hamburger Stadtparkrennen und auf dem Norisring. 1951 wurde das Duo nach Siegen in Schotten, beim Eilenriederennen, dem Norisring, dem Feldbergring, der Avus, der Solitude, dem Eifelrennen, dem Grenzlandring, in Hockenheim und in München-Riem erneut Deutsche Meister der 500er-SW-Klasse, jetzt aber nicht mehr gesamtdeutsch. 1953 gelang den beiden ein weiterer DM-Titel-Gewinn nach Siegen auf der Avus und der Eilenriede bei Hannover.
Da Kraus viele Jahre Doppelstarter war, gelangen ihm in der 500er-Klasse auf BMW 1948 und 1949 noch zwei Solo-Vize-Meisterschaften hinter Georg Meier. 1950 gewann er in Hockenheim solo. Auch ein Sieg auf dem Feldbergring (1951) fehlt nicht in der Erfolgs-Statistik des Duos Kraus-Huser. Berühmt war die Startnummer 56, mit der die beiden meist in weißen Pullovern antraten und sich so von allen anderen Fahrern abhoben. Legendär waren auch die Auseinandersetzungen des viermaligen Weltmeisters Eric Oliver und Kraus auf dem Hockenheim-Ring 1952 und 1953. Das Duell endete 1:1 unentschieden. Hochtourig im 3. Gang fahrend hat Kraus den Weltmeister einmal auf der Ziellinie abfangen können. Kraus-Huser verabschiedeten sich 1953 vom Straßenrennsport. Kraus fuhr noch einige Geländerennen und gewann 1956 in Garmisch auch noch eine Goldmedaille.
Wiggerl Kraus starb am 3. November 1987 im Alter von 80 Jahren.

## Erfolge
- 1933 Sieg bei der „Internationalen Sechstagefahrt“, in der Mannschaft Ernst Jakob Henne, Josef Stelzer, Josef Mauermayer, Wiggerl Kraus
- 1934 Sieg bei der „Internationalen Sechstagefahrt“, in der Mannschaft Ernst Henne, Josef Selzer, Josef Mauermayer, Wiggerl Kraus
- 1935 Sieg bei der „Internationalen Sechstagefahrt“, in der Mannschaft Ernst Henne, Josef Selzer, Wiggerl Kraus, Sepp Müller
- 1939 Deutscher Meister in der Solo-Klasse bis 500 cm³
- 1948 Deutscher Vizemeister Solo-Klasse bis 500 cm³
- 1949 Deutscher Vizemeister Solo-Klasse bis 500 cm³
- 1950 Deutscher Seitenwagenmeister Klasse bis 1200 cm³
- 1951 Deutscher Seitenwagenmeister Klasse bis 500 cm³
- 1953 Deutscher Seitenwagenmeister Klasse bis 500 cm³